# 康紀
康紀（1468年—？），字在脩，江西吉安府泰和縣人，民籍，明朝政治人物。

## 生平
江西鄉試第三十九名舉人。弘治十五年（1502年）中式壬戌科會試第一百七十一名，三甲第三名進士。

## 家族
曾祖康宜順，贈監察御史；祖父康弘敬，按察司僉事；父康文秀，母歐陽氏；繼母羅氏。重庆下。